# Pyrnus obscurus
Pyrnus obscurus is een spinnensoort uit de familie Trochanteriidae. De soort komt voor in Nieuw-Caledonië.